# NGC 2224
NGC 2224 је група звезда у сазвежђу Близанци која се налази на NGC листи објеката дубоког неба.
Деклинација објекта је + 12° 39' 20" а ректасцензија 6h 27m 32,0s. Привидна величина (магнитуда) објекта NGC 2224 износи 11,5.